# ミヤマガマズミ
ミヤマガマズミ（深山莢蒾、学名: Viburnum wrightii ）は、ガマズミ科ガマズミ属の落葉低木。
古いクロンキスト体系では、ガマズミ属はニワトコ属とともにスイカズラ科に属していた。

## 分布と生育環境
日本では、北海道、本州、四国、九州に分布し、標高30 - 1400 mの丘陵地から山地の樹林内や林縁に生育する。一般にガマズミ類の中では、やや高地に生える。国外では、サハリン南部、朝鮮半島、中国大陸に分布する。

## 形態・生態
落葉広葉樹の低木。樹高は4メートル (m) になる。幹の樹皮は暗い灰褐色。若い枝は緑色で、多くは紫褐色を帯び、毛がないか長くて粗い単純毛が生えており、皮目がある。樹皮は古くなると縦に裂けてくる。
葉は対生し、葉柄は長さ10 - 20ミリメートル (mm) になり、ふつう赤みを帯び、伏した長毛が生え、ときに短い束生毛が混じり、上面に溝があり、ふつう托葉はない。葉身は長さ6 - 14センチメートル (cm) 、幅4 - 9 cm、形は倒卵形から広倒卵形で、先端は急に細くなってとがり、基部は広いくさび形、円形、鈍形になり、縁には浅い3角形の鋸歯がある。葉の表面はしばしば光沢があり、無毛か脈上にまばらな毛と側脈間に絹毛があり、裏面はごく細かい不明瞭な腺点があり、脈上に長い伏毛が、脈腋に星状毛が生える。側脈は6 - 9対あり、葉の縁までほぼまっすぐに伸び、表面はわずかにへこみ裏面に突き出る。葉の裏面下部の縁に1 - 4対の腺点がある。秋には赤色系に紅葉し、ガマズミよりも色鮮やかになる。
花期は5月 - 6月。短い枝の先に、1対の葉とともに径6 - 10 cmになる散房花序をつけ、白色の多数の花を密につける。花序軸や小花柄には単純毛か星状毛が散生する。花の下につく苞は線形で長さ約1 cm。萼はごく小さい短3角形で、上部が5裂する。花冠は車状で上部が5中 - 深裂して平開して径5 - 7 mmになり、花冠裂片は円く長さ2 - 2.8 mmになる。雄蕊は5個あり、花冠から突き出て、長さ3 - 4.5 mm、葯は長さ0.5 mmになる。子房は長さ1.5 - 2.5 mmで、無毛で柱頭はほぼ無柄。
果期は8 - 10月。果実は長さ5 - 7 mmになる球形または卵形の核果で、光沢がある暗赤色に熟し、よく目立つ。中に種子1個が入る核は長さ4.5 - 6.5 mm、厚さ1.8 - 2.5 mmになる卵球形で、核の背側に2個、腹側に3個の浅い溝がある。
冬芽は卵形で、紅色を帯びた芽鱗は4枚つき、内側の芽鱗に毛がある。花芽は葉芽に比べてやや丸みがあり、葉芽は細い。頂芽は側芽よりも大きく、側芽は枝に対生する。葉痕は三角形やV字形で、維管束痕は3個つく。

## ギャラリー
- 雄蕊は花冠を突き出る。
- 葉柄は赤みを帯び、伏した長毛が生える。
- 葉の裏面。脈上に長い伏毛が生える。
- 秋には赤い果実をつける。
- 果実は球形の核果で、よく目立つ。

## 下位分類
- コミヤマガマズミ Viburnum wrightii Miq. f. minus (Nakai) Sugim.[7]
- オオミヤマガマズミ Viburnum wrightii Miq. var. stipellatum Nakai[8] - 北海道、本州、四国、九州に分布し、標高30-2000mの山地に生育する。基本種のミヤマガマズミより高地に生え、太平洋側に多い。葉の表面に光沢がなく、表面全体に微小な単純毛が、ときに分岐毛が生える。葉はミヤマガマズミより大きく、鋸歯は明瞭で多数ある。ミヤマガマズミの鋸歯が片側ほぼ15個であるのに対して、本変種の鋸歯は片側25個ある[3][4]。